# Papua Ulisese
Papua Ulisese  is een Tuvaluaans voetballer die uitkomt voor Nui. Als er geen Nui team is, speelt hij voor Tofaga.
Papua deed in 2007 mee met het Tuvaluaans voetbalelftal op de Pacific Games 2007, waar hij vier wedstrijden speelde.